# کیسونرگا
کیسونرگا (به لاتین: Kissonerga) یک روستا در قبرس است که در ناحیه پافوس واقع شده‌است.

## خصوصیات
کیسونرگا  ۲٬۵۰۵ نفر جمعیت دارد و ۱۱۲ متر بالاتر از سطح دریا واقع شده‌است.